# Jagadguru
Jagadguru (sanscrito जगद्गुरु, letteralmente "guru del mondo") è un titolo usato nell'Induismo e tradizionalmente attribuito agli acharya ("maestri")appartenenti alla tradizione Vedānta e che hanno scritto commentari sul Brahma Sutra, sulla Bhagavad Gita e sulle principali Upanishad.

## Storia
Il compito dei Jagadguru è complementare a quello degli Avatar. Circa questi ultimi bisogna precisare che ricorrono alla fine di ogni yuga. Il Manvantara è composto di 10 cicli, per questo anche gli Avatara sono di pari numero. Oltre ai maggiori, comunque, ve ne sono dei minori che rientrano in maniera imprecisabile all'interno di ciascun ciclo. Si potrebbe dire che i primi svolgano la loro funzione segretamente, all'insaputa del mondo, i secondi alla luce del sole. Tali funzioni si richiamano leggendariamente a quelle della doppia dinastia riconosciuta nei miti indiani: la dinastia lunare e quella solare. La prima o Candravamsa fa capo a Soma (Luna), la seconda o Suryavamsa risale invece a Ikshvaku, il figlio di Sūrya (Sole).